# A48高速公路
A48高速公路是法国的一条高速公路，全长51千米，于1968年开工建设，1975年全线建成通车。A48始于Cessieu，终于Saint-Égrève。A48也是欧洲E711公路的一部分。